# Mistrovství světa v rallycrossu 2015
Mistrovství světě v rallycrossu 2015 (2015 FIA World Rallycross Championship presented by Monster Energy) je druhý ročník mistrovství světa v rallycrossu. Sezóna se skládala ze 13 závodů, začala 25. dubna v portugalském Montalegre a skončila 29. listopadu v argentinském Rosariu.

## Kalendář
20. února 2015 bylo oznámeno, že série bude podporovat úvodní závod DTM, v Hockenheimu, proto se oba závody jely ve stejných termínech.
| Závod | Událost                 | Datum             | Místo                                            | Vítěz                | Tým                          |
| ----- | ----------------------- | ----------------- | ------------------------------------------------ | -------------------- | ---------------------------- |
| 1     | World RX of Portugalsko | 25.–26. dubna     | Pista Automóvel de Montalegre, Montalegre        | Johan Kristoffersson | Volkswagen Team Sweden       |
| 2     | World RX of Hockenheim  | 1.–3. května      | Hockenheimring, Hockenheim                       | Petter Solberg       | SDRX                         |
| 3     | World RX of Belgie      | 16.–17. května    | Circuit Jules Tacheny Mettet, Mettet             | Toomas Heikkinen     | Marklund Motorsport          |
| 4     | World RX Velká Británie | 21.–24. května    | Lydden Hill Race Circuit, Wootton                | Petter Solberg       | SDRX                         |
| 5     | World RX Německo        | 20.–21. června    | Estering, Buxtehude                              | Davy Jeanney         | Team Peugeot-Hansen          |
| 6     | World RX of Švédsko     | 4.–5. července    | Höljesbanan, Höljes                              | Mattias Ekström      | EKS RX                       |
| 7     | World RX Kanada         | 7.–8. srpna       | Circuit Trois-Rivières, Trois-Rivières           | Davy Jeanney         | Team Peugeot-Hansen          |
| 8     | World RX of Norsko      | 22.–23. srpna     | Lånkebanen, Hell                                 | Timmy Hansen         | Team Peugeot-Hansen          |
| 9     | World RX Francie        | 5.–6. září        | Circuit de Lohéac, Lohéac                        | Timmy Hansen         | Team Peugeot-Hansen          |
| 10    | World RX Barcelona      | 19.–20. září      | Circuit de Catalunya, Montmeló                   | Petter Solberg       | SDRX                         |
| 11    | World RX Turecko        | 3.–4. října       | Istanbul Park, Istanbul                          | Timmy Hansen         | Team Peugeot-Hansen          |
| 12    | World RX Itálie         | 17.–18. října     | Franciacorta International Circuit, Franciacorta | Andreas Bakkerud     | Olsbergs MSE                 |
| 13    | World RX Argentina      | 28.–29. listopadu | Autódromo Rosario, Rosario, Santa Fe             | Robin Larsson        | Larsson Jernberg Racing Team |

## Týmy a jezdci
| Pravidelný účastníci | Pravidelný účastníci            | Pravidelný účastníci | Pravidelný účastníci | Pravidelný účastníci | Pravidelný účastníci |
| Konstruktér          | Tým                             | Vůz                  | Číslo vozu           | Jezdec               | Závody               |
| -------------------- | ------------------------------- | -------------------- | -------------------- | -------------------- | -------------------- |
| Audi                 | Larsson Jernberg Racing Team    | Audi A1              | 4                    | Robin Larsson        | Vše                  |
| Audi                 | EKS RX                          | Audi S1              | 5                    | Edward Sandström     | 2                    |
| Audi                 | EKS RX                          | Audi S1              | 10                   | Mattias Ekström      | 1, 3–11              |
| Audi                 | EKS RX                          | Audi S1              | 92                   | Anton Marklund       | 1–6, 8–12            |
| Audi                 | EKS RX                          | Audi S1              | 177                  | Andrew Jordan        | 12                   |

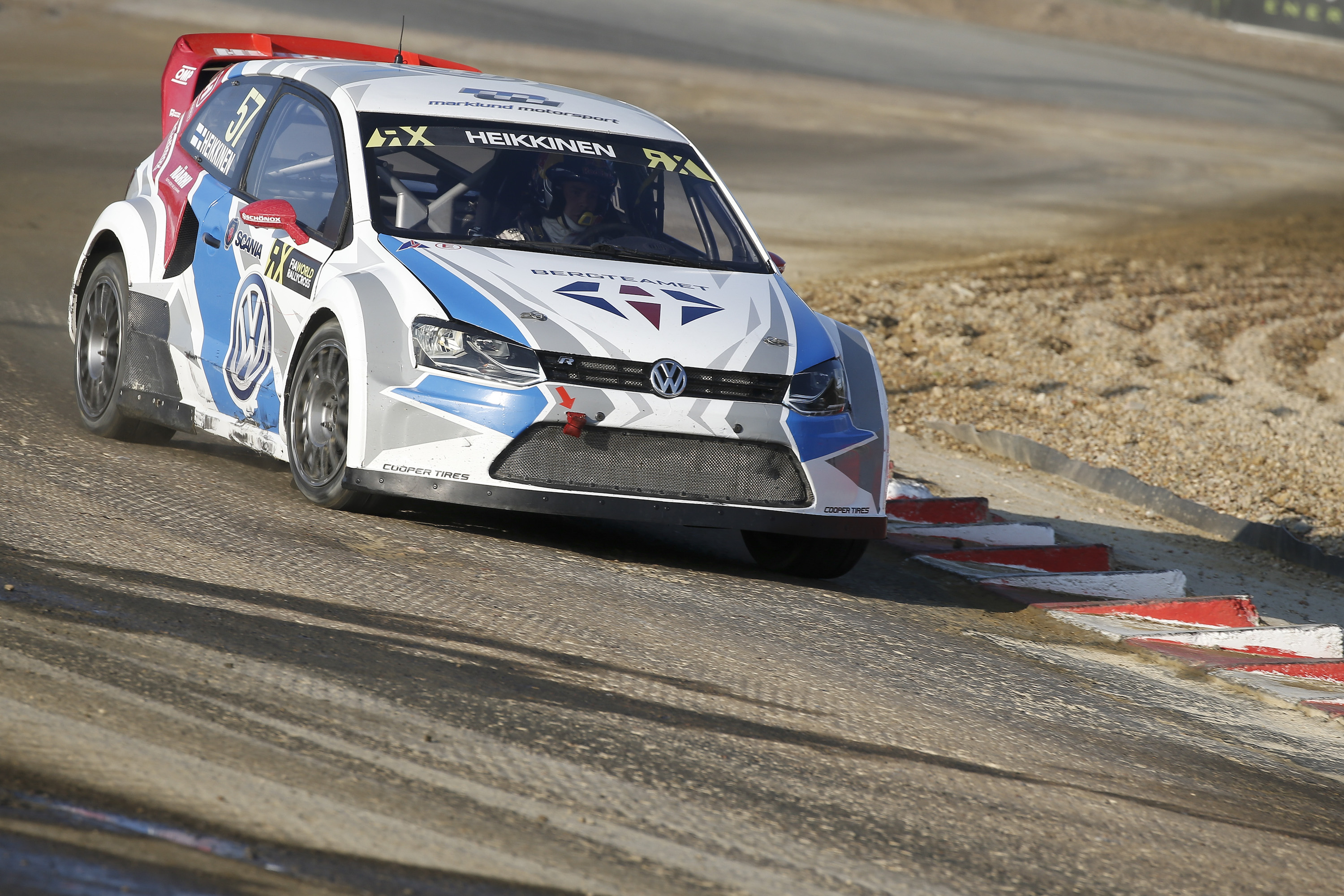
Toomas Heikkinen at the 2015 World RX of France

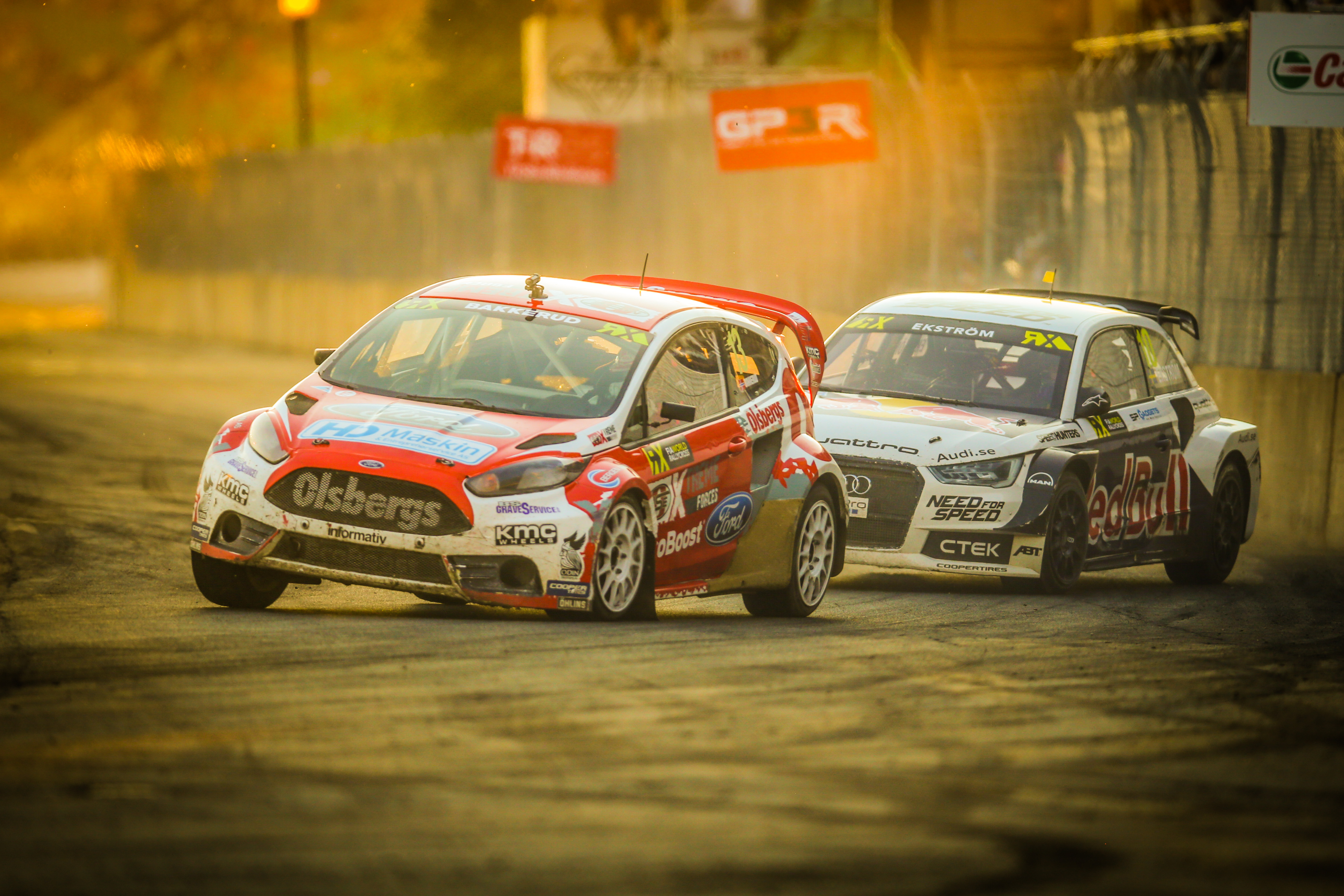
Andreas Bakkerud heads Mattias Ekström at the 2015 World RX of Canada

| Audi                 | All-Inkl.com Münnich Motorsport | Audi S3              | 24                   | Tommy Rustad         | 7                    |
| Audi                 | All-Inkl.com Münnich Motorsport | Audi S3              | 44                   | Timo Scheider        | 10                   |
| Audi                 | All-Inkl.com Münnich Motorsport | Audi S3              | 55                   | Alx Danielsson       | 1–6, 8–11            |
| Audi                 | All-Inkl.com Münnich Motorsport | Audi S3              | 77                   | René Münnich         | 1–9, 11–13           |
| Audi                 | All-Inkl.com Münnich Motorsport | Audi S3              | 110                  | Gianni Morbidelli    | 12–13                |
| Citroën              | SDRX                            | Citroën DS3 RX       | 1                    | Petter Solberg       | Vše                  |
| Citroën              | SDRX                            | Citroën DS3 RX       | 33                   | Liam Doran           | 1–4, 6–12            |
| Ford                 | Olsbergs MSE                    | Ford Fiesta          | 13                   | Andreas Bakkerud     | Vše                  |
| Ford                 | Olsbergs MSE                    | Ford Fiesta          | 15                   | Reinis Nitišs        | Vše                  |
| Ford                 | Olsbergs MSE                    | Ford Fiesta          | 42                   | Timur Timerzyanov    | Vše                  |
| Ford                 | World RX Team Austria           | Ford Fiesta          | 7                    | Manfred Stohl        | Vše                  |
| Ford                 | World RX Team Austria           | Ford Fiesta          | 31                   | Max Pucher           | 1–6, 8–12            |
| Ford                 | World RX Team Austria           | Ford Fiesta          | 70                   | Christoph Brugger    | 7–8                  |
| Ford                 | World RX Team Austria           | Ford Fiesta          | 199                  | Jānis Baumanis       | 13                   |
| Peugeot              | Team Peugeot-Hansen             | Peugeot 208 RX       | 17                   | Davy Jeanney         | Vše                  |
| Peugeot              | Team Peugeot-Hansen             | Peugeot 208 RX       | 21                   | Timmy Hansen         | Vše                  |
| Peugeot              | Team Peugeot-Hansen             | Peugeot 208 RX       | 177                  | Andrew Jordan        | 4                    |
| Volkswagen           | EKS RX                          | Volkswagen Polo R    | 92                   | Anton Marklund       | 7                    |
| Volkswagen           | Marklund Motorsport             | Volkswagen Polo R    | 34                   | Tanner Foust         | 2, 4, 7, 10          |
| Volkswagen           | Marklund Motorsport             | Volkswagen Polo R    | 45                   | Per-Gunnar Andersson | 1–6, 8–12            |
| Volkswagen           | Marklund Motorsport             | Volkswagen Polo R    | 57                   | Toomas Heikkinen     | Vše                  |
| Volkswagen           | Marklund Motorsport             | Volkswagen Polo R    | 100                  | Thomas Bryntesson    | 13                   |
| Volkswagen           | Volkswagen Team Sweden          | Volkswagen Polo R    | 3                    | Johan Kristoffersson | Vše                  |
| Volkswagen           | Volkswagen Team Sweden          | Volkswagen Polo R    | 52                   | Ole Christian Veiby  | 6, 13                |
| Volkswagen           | Volkswagen Team Sweden          | Volkswagen Polo R    | 99                   | Tord Linnerud        | 1–12                 |

| Nepravidelný účastníci, kterým se nepočítají body pro tým. | Nepravidelný účastníci, kterým se nepočítají body pro tým. | Nepravidelný účastníci, kterým se nepočítají body pro tým. | Nepravidelný účastníci, kterým se nepočítají body pro tým. | Nepravidelný účastníci, kterým se nepočítají body pro tým. | Nepravidelný účastníci, kterým se nepočítají body pro tým. | Nepravidelný účastníci, kterým se nepočítají body pro tým. |
| Konstruktér                                                | Tým                                                        | Vůz                                                        | Číslo vozu                                                 | Jezdec                                                     | Závody                                                     |                                                            |
| ---------------------------------------------------------- | ---------------------------------------------------------- | ---------------------------------------------------------- | ---------------------------------------------------------- | ---------------------------------------------------------- | ---------------------------------------------------------- | ---------------------------------------------------------- |
| Citroën                                                    | JC Race Teknik                                             | Citroën DS3 RX                                             | 28                                                         | Alexander Hvaal                                            | 6, 8, 11                                                   |                                                            |
| Citroën                                                    | Nabil Karam                                                | Citroën DS3 RX                                             | 64                                                         | Nabil Karam                                                | 9                                                          |                                                            |
| Citroën                                                    | Mário Barbosa                                              | Citroën DS3 RX                                             | 76                                                         | Mário Barbosa                                              | 1                                                          |                                                            |
| Citroën                                                    | Christophe Jouet                                           | Citroën DS3 RX                                             | 79                                                         | Christophe Jouet                                           | 10                                                         |                                                            |
| Citroën                                                    | Hervé "Knapick" Lemonnier                                  | Citroën DS3 RX                                             | 84                                                         | "Knapick"                                                  | 9-10                                                       |                                                            |
| Citroën                                                    | Ole Kristian Temte                                         | Citroën C4                                                 | 30                                                         | Ole Kristian Temte                                         | 6, 8                                                       |                                                            |
| Citroën                                                    | Marc Laboulle                                              | Citroën C4                                                 | 71                                                         | Marc Laboulle                                              | 4, 9                                                       |                                                            |
| Citroën                                                    | Jean-Baptiste Dubourg                                      | Citroën C4                                                 | 87                                                         | Jean-Baptiste Dubourg                                      | 1, 6, 9                                                    |                                                            |
| Ford                                                       | Oliver O’Donovan                                           | Ford Fiesta ST                                             | 2                                                          | Oliver O’Donovan                                           | 4                                                          |                                                            |
| Ford                                                       | OlsbergsMSE                                                | Ford Fiesta ST                                             | 88                                                         | Henning Solberg                                            | 8, 11                                                      |                                                            |
| Ford                                                       | OlsbergsMSE                                                | Ford Fiesta ST                                             | 98                                                         | Kevin Hansen                                               | 13                                                         |                                                            |
| Ford                                                       | Niclas Grönholm                                            | Ford Fiesta ST                                             | 29                                                         | Niclas Grönholm                                            | 6                                                          |                                                            |
| Ford                                                       | Kevin Procter                                              | Ford Fiesta ST                                             | 50                                                         | Kevin Procter                                              | 4                                                          |                                                            |
| Ford                                                       | Julian Godfrey                                             | Ford Fiesta ST                                             | 51                                                         | Julian Godfrey                                             | 4                                                          |                                                            |
| Ford                                                       | Koen Pauwels                                               | Ford Focus                                                 | 22                                                         | Koen Pauwels                                               | 2                                                          |                                                            |
| Ford                                                       | Bompiso Racing Team                                        | Ford Focus                                                 | 41                                                         | Joaquim Santos                                             | 1                                                          |                                                            |
| Ford                                                       | Mark Flaherty                                              | Ford Focus                                                 | 49                                                         | Mark Flaherty                                              | 10                                                         |                                                            |
| Ford                                                       | Ecurie Bayard ASBL                                         | Ford Focus                                                 | 67                                                         | François Duval                                             | 9                                                          |                                                            |
| Hyundai                                                    | Frode Holte Motorsport AS                                  | Hyundai i20                                                | 14                                                         | Frode Holte                                                | 6                                                          |                                                            |
| Kia                                                        | Gigi Galli                                                 | Kia Rio                                                    | 25                                                         | Gigi Galli                                                 | 12                                                         |                                                            |
| Mini                                                       | JRM Racing                                                 | Mini Countryman RX                                         | 37                                                         | Guy Wilks                                                  | 4, 9                                                       |                                                            |
| Mini                                                       | JRM Racing                                                 | Mini Countryman RX                                         | 39                                                         | Danny Way                                                  | 2                                                          |                                                            |
| Mini                                                       | JRM Racing                                                 | Mini Countryman RX                                         | 40                                                         | Dave Mirra                                                 | 2                                                          |                                                            |
| Mini                                                       | JRM Racing                                                 | Mini Countryman RX                                         | 65                                                         | Guerlain Chicherit                                         | 9, 12                                                      |                                                            |
| Mini                                                       | JRM Racing                                                 | Mini Countryman RX                                         | 82                                                         | Patrick Carpentier                                         | 7                                                          |                                                            |
| Mini                                                       | JRM Racing                                                 | Mini Countryman RX                                         | 147                                                        | Louis-Philippe Dumoulin                                    | 7                                                          |                                                            |
| Peugeot                                                    | Albatec Racing                                             | Peugeot 208 RX                                             | 26                                                         | Andy Scott                                                 | 4                                                          |                                                            |
| Peugeot                                                    | Albatec Racing                                             | Peugeot 208 RX                                             | 74                                                         | Jérôme Grosset-Janin                                       | 9                                                          |                                                            |
| Peugeot                                                    | Albatec Racing                                             | Peugeot 208 RX                                             | 81                                                         | David Binks                                                | 4                                                          |                                                            |
| Peugeot                                                    | Albatec Racing                                             | Peugeot 208 RX                                             | 168                                                        | Yvan Muller                                                | 9                                                          |                                                            |
| Peugeot                                                    | Albatec Racing                                             | Peugeot 208 RX                                             | 146                                                        | Kristian Sohlberg                                          | 11                                                         |                                                            |
| Peugeot                                                    | Hansen Talent Development                                  | Peugeot 208 RX                                             | 90                                                         | Eric Färén                                                 | 6                                                          |                                                            |
| Peugeot                                                    | Hansen Talent Development                                  | Peugeot 208 RX                                             | 199                                                        | Jānis Baumanis                                             | 4, 11                                                      |                                                            |
| Peugeot                                                    | Pailler Compétition                                        | Peugeot 208 RX                                             | 18                                                         | Jonathan Pailler                                           | 9                                                          |                                                            |
| Peugeot                                                    | Pailler Compétition                                        | Peugeot 208 RX                                             | 20                                                         | Fabien Pailler                                             | 9                                                          |                                                            |
| Peugeot                                                    | Gilles Franco                                              | Peugeot 208 RX                                             | 56                                                         | Gilles Franco                                              | 9                                                          |                                                            |
| Peugeot                                                    | Gaëtan Sérazin                                             | Peugeot 208 RX                                             | 62                                                         | Gaëtan Sérazin                                             | 9, 12                                                      |                                                            |
| Peugeot                                                    | Laurent Bouliou                                            | Peugeot 207                                                | 78                                                         | Laurent Bouliou                                            | 9                                                          |                                                            |
| Renault                                                    | Helmia Motorsport                                          | Renault Clio                                               | 23                                                         | Stig-Olov Walfridson                                       | 6                                                          |                                                            |
| Renault                                                    | Helmia Motorsport                                          | Renault Clio                                               | 48                                                         | Lukas Walfridson                                           | 6                                                          |                                                            |
| Renault                                                    | Fabien Chanoine                                            | Renault Clio                                               | 89                                                         | Fabien Chanoine                                            | 9                                                          |                                                            |
| Renault                                                    | David Olivier                                              | Renault Logan                                              | 85                                                         | David Olivier                                              | 9                                                          |                                                            |
| Škoda                                                      | Peter Hedström                                             | Škoda Fabia                                                | 8                                                          | Peter Hedström                                             | 6                                                          |                                                            |
| Škoda                                                      | Racing-Com KFT                                             | Škoda Fabia                                                | 102                                                        | Tamás Kárai                                                | 6, 9                                                       |                                                            |
| Volkswagen                                                 | Eklund Motorsport                                          | Volkswagen Brouk (A5)                                      | 53                                                         | Daniel Holten                                              | 6, 8                                                       |                                                            |
| Volkswagen                                                 | Eklund Motorsport                                          | Volkswagen Brouk (A5)                                      | 88                                                         | Henning Solberg                                            | 10                                                         |                                                            |
| Volkswagen                                                 | Eklund Motorsport                                          | Volkswagen Brouk (A5)                                      | 101                                                        | Per Eklund                                                 | 6                                                          |                                                            |
| Volkswagen                                                 | HTB Racing-Marklund Motorsport                             | Volkswagen Polo R                                          | 24                                                         | Tommy Rustad                                               | 6–7                                                        |                                                            |
| Volkswagen                                                 | RamonaRX                                                   | Volkswagen Scirocco                                        | 47                                                         | Ramona Karlsson                                            | 6                                                          |                                                            |
| Volvo                                                      | CircleX                                                    | Volvo C30                                                  | 32                                                         | Ole Kristian Nøttveit                                      | 3, 6                                                       |                                                            |
| Volvo                                                      | CircleX                                                    | Volvo C30                                                  | 91                                                         | Guttorm Lindefjell                                         | 4                                                          |                                                            |
| Volvo                                                      | Mats Öhman                                                 | Volvo S40                                                  | 46                                                         | Mats Öhman                                                 | 8                                                          |                                                            |

## Výsledky a pořadí

### Mistrovství světa jezdců
| Pos. | Jezdec                  | POR | HOC | BEL | GBR | GER | SWE | CAN | NOR | FRA | BAR | TUR | ITA | ARG | Body |
| ---- | ----------------------- | --- | --- | --- | --- | --- | --- | --- | --- | --- | --- | --- | --- | --- | ---- |
| 1    | Petter Solberg          | 2   | 1   | 2   | 1   | 2   | 6   | 8   | 7   | 2   | 1   | 8   | 3   | 3   | 301  |
| 2    | Timmy Hansen            | 3   | 3   | 8   | 8   | 3   | 2   | 7   | 1   | 1   | 3   | 1   | 7   | 6   | 275  |
| 3    | Johan Kristoffersson    | 1   | 8   | 7   | 3   | 4   | 7   | 11  | 10  | 4   | 2   | 3   | 2   | 13  | 234  |
| 4    | Andreas Bakkerud        | 5   | 6   | 5   | 4   | 6   | 3   | 5   | 11  | 8   | 10  | 2   | 1   | 7   | 232  |
| 5    | Davy Jeanney            | 4   | 10  | 9   | 11  | 1   | 8   | 1   | 2   | 11  | 4   | 5   | 10  | 8   | 201  |
| 6    | Mattias Ekström         | 7   |     | 6   | 2   | 15  | 1   | 6   | 12  | 5   | 7   | 4   |     | 2   | 201  |
| 7    | Reinis Nitišs           | 11  | 2   | 3   | 5   | 7   | 5   | 9   | 9   | 16  | 9   | 7   | 9   | 14  | 167  |
| 8    | Robin Larsson           | 9   | 5   | 15  | 12  | 9   | 34  | 18  | 3   | 6   | 6   | 10  | 8   | 1   | 147  |
| 9    | Toomas Heikkinen        | 8   | 4   | 1   | 15  | 13  | 4   | 2   | 19  | 7   | 8   | 14  | 13  | 9   | 137  |
| 10   | Timur Timerzyanov       | 10  | 15  | 13  | 18  | 11  | 11  | 12  | 6   | 10  | 11  | 9   | 6   | 17  | 105  |
| 11   | Manfred Stohl           | 12  | 14  | 11  | 10  | 8   | 13  | 10  | 14  | 21  | 13  | 13  | 5   | 12  | 82   |
| 12   | Anton Marklund          | 17  | 20  | 10  | 14  | 10  | 25  | 13  | 8   | 9   | 15  | 6   | 4   | 11  | 78   |
| 13   | Per-Gunnar Andersson    | 6   | 12  | 4   | 13  | 14  | 16  |     | 5   | 13  |     | 20  | 14  |     | 70   |
| 14   | Tord Linnerud           | 16  | 11  | 12  | 9   | 5   | 21  | 20  | 15  | 18  | 12  | 11  | 11  |     | 49   |
| 15   | Tanner Foust            |     | 9   |     | 16  |     |     | 3   |     |     | 5   |     |     |     | 44   |
| 16   | Liam Doran              | 15  | 7   | 14  | 17  |     | 14  | 15  | 18  | 17  | 18  | 21  | 12  | 15  | 35   |
| 17   | Jean-Baptiste Dubourg   | 13  |     |     |     |     | 18  |     |     | 3   |     |     |     |     | 24   |
| 18   | Tommy Rustad            |     |     |     |     |     | 12  | 4   |     |     |     |     |     |     | 24   |
| 19   | Ole Christian Veiby     |     |     |     |     |     | 9   |     |     |     |     |     |     | 10  | 19   |
| 20   | Janis Baumanis          |     |     |     |     |     |     |     |     |     |     | 17  |     | 4   | 18   |
| 21   | Alx Danielsson          | 21  | 16  | 18  | 29  | 16  | 20  |     | 4   | 15  | 17  | 19  |     |     | 17   |
| 22   | Kevin Hansen            |     |     |     |     |     |     |     |     |     |     |     |     | 5   | 16   |
| 23   | Guy Wilks               |     |     |     | 6   |     |     |     |     | 33  |     |     |     |     | 14   |
| 24   | Andrew Jordan           |     |     |     | 7   |     |     |     |     |     |     |     | 21  |     | 13   |
| 25   | Henning Solberg         |     |     |     |     |     | 33  |     | 13  |     | 14  |     | 15  |     | 12   |
| 26   | Eric Färén              |     |     |     |     |     | 10  |     |     |     |     |     |     |     | 10   |
| 27   | Gaëtan Sérazin          |     |     |     |     |     |     |     |     | 12  |     |     | 17  |     | 7    |
| 28   | Edward Sandström        |     | 13  |     |     |     |     |     |     |     |     |     |     |     | 4    |
| 29   | Mário Barbosa           | 14  |     |     |     |     |     |     |     |     |     |     |     |     | 3    |
| 30   | Jérôme Grosset-Janin    |     |     |     |     |     |     |     |     | 14  |     |     |     |     | 3    |
| 31   | Alexander Hvaal         |     |     |     |     |     | 22  |     | 16  |     |     | 15  |     |     | 3    |
| 32   | Patrick Carpentier      |     |     |     |     |     |     | 14  |     |     |     |     |     |     | 3    |
| 33   | Stig-Olov Walfridson    |     |     |     |     |     | 15  |     |     |     |     |     |     |     | 2    |
| 34   | Kristian Sohlberg       |     |     |     |     |     |     |     |     |     |     | 16  |     |     | 1    |
| 35   | Thomas Bryntesson       |     |     |     |     |     |     |     |     |     |     |     |     | 16  | 1    |
| 36   | Louis-Philippe Dumoulin |     |     |     |     |     |     | 16  |     |     |     |     |     |     | 1    |
| 37   | Timo Scheider           |     |     |     |     |     |     |     |     |     | 16  |     |     |     | 1    |
| 38   | Ole Kristian Nøttveit   |     |     | 16  |     |     | 28  |     |     |     |     |     |     |     | 1    |
| 39   | Guerlain Chicherit      |     |     |     |     |     |     |     |     |     |     |     | 16  |     | 1    |
| 41   | René Münnich            | 20  | 18  | 19  | 26  | 12  | 27  | 19  | 21  | 34  |     | 12  | 20  | 18  | −2   |

### Mistrovství světa týmů
| Pos. | TTým                            | Číslo vozu | Jezdci               | Body |
| ---- | ------------------------------- | ---------- | -------------------- | ---- |
| 1    | Team Peugeot-Hansen             | 17         | Timmy Hansen         | 476  |
| 1    | Team Peugeot-Hansen             | 21         | Davy Jeanney         | 476  |
| 2    | Ford Olsbergs MSE               | 13         | Andreas Bakkerud     | 399  |
| 2    | Ford Olsbergs MSE               | 15         | Reinis Nitišs        | 399  |
| 3    | SDRX                            | 1          | Petter Solberg       | 336  |
| 3    | SDRX                            | 33         | Liam Doran           | 336  |
| 4    | Volkswagen Team Sweden          | 3          | Johan Kristoffersson | 291  |
| 4    | Volkswagen Team Sweden          | 52         | Ole Christian Veiby  | 291  |
| 4    | Volkswagen Team Sweden          | 99         | Tord Linnerud        | 291  |
| 5    | EKS RX                          | 5          | Edward Sandström     | 258  |
| 5    | EKS RX                          | 10         | Mattias Ekström      | 258  |
| 5    | EKS RX                          | 92         | Anton Marklund       | 258  |
| 5    | EKS RX                          | 177        | Andrew Jordan        | 258  |
| 6    | Marklund Motorsport             | 34         | Tanner Foust         | 236  |
| 6    | Marklund Motorsport             | 45         | Per-Gunnar Andersson | 236  |
| 6    | Marklund Motorsport             | 57         | Toomas Heikkinen     | 236  |
| 6    | Marklund Motorsport             | 100        | Thomas Bryntesson    | 236  |
| 7    | World RX Team Austria           | 7          | Manfred Stohl        | 100  |
| 7    | World RX Team Austria           | 31         | Max Pucher           | 100  |
| 7    | World RX Team Austria           | 70         | Christoph Brugger    | 100  |
| 7    | World RX Team Austria           | 199        | Jānis Baumanis       | 100  |
| 8    | All-Inkl.com Münnich Motorsport | 24         | Tommy Rustad         | 31   |
| 8    | All-Inkl.com Münnich Motorsport | 44         | Timo Scheider        | 31   |
| 8    | All-Inkl.com Münnich Motorsport | 55         | Alx Danielsson       | 31   |
| 8    | All-Inkl.com Münnich Motorsport | 77         | René Münnich         | 31   |
| 8    | All-Inkl.com Münnich Motorsport | 110        | Gianni Morbidelli    | 31   |